# Spirorbis papillatus
Spirorbis papillatus är en ringmaskart som beskrevs av Pixell 1913. Spirorbis papillatus ingår i släktet Spirorbis och familjen Serpulidae. Inga underarter finns listade i Catalogue of Life.